# Сент-Ліборі (Іллінойс)
Сент-Ліборі (англ. St. Libory) — селище (англ. village) в США, в окрузі Сент-Клер штату Іллінойс. Населення — 628 осіб (2020).

## Географія
Сент-Ліборі розташований за координатами 38°21′46″ пн. ш. 89°42′44″ зх. д. / 38.36278° пн. ш. 89.71222° зх. д. (38.362862, -89.712202).  За даними Бюро перепису населення США в 2010 році селище мало площу 2,45 км², з яких 2,45 км² — суходіл та 0,00 км² — водойми. В 2017 році площа становила 2,20 км², з яких 2,20 км² — суходіл та 0,00 км² — водойми.

## Демографія
Згідно з переписом 2010 року, у селищі мешкало 615 осіб у 258 домогосподарствах у складі 176 родин. Густота населення становила 251 особа/км².  Було 272 помешкання (111/км²).
Расовий склад населення:
| - 96,9 % — білих - 0,2 % — вихідців з тихоокеанських островів - 0,2 % — чорних або афроамериканців - 0,2 % — азіатів - 1,0 % — осіб інших рас |

До двох чи більше рас належало 1,6 %. Частка іспаномовних становила 1,5 % від усіх жителів.
За віковим діапазоном населення розподілялося таким чином: 21,8 % — особи молодші 18 років, 65,0 % — особи у віці 18—64 років, 13,2 % — особи у віці 65 років та старші. Медіана віку мешканця становила 40,0 року. На 100 осіб жіночої статі у селищі припадало 94,0 чоловіків;  на 100 жінок у віці від 18 років та старших — 95,5 чоловіків також старших 18 років.
Середній дохід на одне домашнє господарство  становив 76 238 доларів США (медіана — 63 750), а середній дохід на одну сім'ю — 85 255 доларів (медіана — 75 750). Медіана доходів становила 51 750 доларів для чоловіків та 36 607 доларів для жінок. За межею бідності перебувало 8,3 % осіб, у тому числі 11,3 % дітей у віці до 18 років та 0,0 % осіб у віці 65 років та старших.
Цивільне працевлаштоване населення становило 320 осіб. Основні галузі зайнятості: освіта, охорона здоров'я та соціальна допомога — 25,9 %, виробництво — 11,3 %, фінанси, страхування та нерухомість — 10,3 %, публічна адміністрація — 9,7 %.